# 黃篪 (南宋)
黃篪（1110年—？），字仲韻，號方塘，南宋紹興年間人。
生於宋徽宗大觀庚寅年（1110年），遠祖黃蟾公是唐代弘文館校書郎，其父黃汝猷，官至翰林院贈少傅。黃篪生而穎悟，博極群書。绍兴六年（1137年）進士，到海南島來瓊任按撫使官，卒於任上，葬于长流镇博抚村西北烈楼岭。後代繁衍於儒祿村。